# 双角犀鸟
雙角犀鳥（學名：Buceros bicornis），又叫黑板擦鳥、印度大犀鳥，屬於佛法僧目犀鳥科。牠的喙上的盔突特別寬大，上方有一個凹陷，向前形成兩個突起彷彿兩隻角一樣，故名雙角犀鳥。是犀鳥科中最大的一種，身長90~130公分，翼展可達152公分，分佈於印度、馬來半島與蘇門達臘等地。這種鳥類最長可存活大約50年。

## 現存威脅
由於棲息地被破壞與其龐大的體型容易被捕獵者發現及成為目標，野生數量正逐漸減少。

## 保護狀況
現已列為華盛頓公約附錄一的嚴重瀕危物種。由于栖息地持续丧失、其种群数量至少连续三代下降，国际自然保护联盟濒危物种红色名录于2018年将本种从近危提升为易危。